# Ovophis monticola
Habu d'Arisa, Vipère de montagne
Espèce
Synonymes
- Trimeresurus monticola Günther, 1864
- Lachesis monticola (Günther, 1864)
- Trimeresurus monticola meridionalis Bourret, 1935
- Ovophis monticola meridionalis (Bourret, 1935)

Statut de conservation UICN

 LC  : Préoccupation mineure
Ovophis monticola (Habu d'Arisa, Vipère de montagne) est une espèce de serpents, de la famille des Vipéridés. 

## Répartition
Cette espèce se rencontre :
- au Népal ;
- au Bhoutan ;
- au Bangladesh ;
- en Inde ;
- en Birmanie ;
- en République populaire de Chine ;
- au Viêt Nam ;
- au Cambodge ;
- au Laos ;
- en Thaïlande ;
- en Malaisie péninsulaire.

## Description
C'est un serpent venimeux.

## Étymologie
Le nom spécifique monticola vient du latin monticola, « habitant des montagnes », en référence à la distribution de ce serpent.

## Taxinomie
Les sous-espèces Ovophis monticola convictus et Ovophis monticola makazayazaya ont été élevées au rang d'espèce. La sous-espèce Ovophis monticola orientalis a été placée en synonymie avec Ovophis monticola makazayazaya et la sous-espèce Ovophis monticola zhaokentangi a été placée en synonymie avec Ovophis zayuensis.

## Publication originale
- Günther, 1864 : The reptiles of British India, p. 1-452 (texte intégral).